# René Emmenegger
René Emmenegger, né à Vernier en 1930 et mort le 14 juillet 2018, est une personnalité politique genevoise, membre du Parti démocrate-chrétien.

## Biographie
René Emmenegger naît à Vernier en 1930. 
Après des études de droit et un brevet d'avocat, il ouvre une étude en 1957 avec J.-P. Imhoos.
Il est marié à Olga, maître de calcul au Centre de formation professionnelle technique de Genève.
Il décède le 14 juillet 2018 à 88 ans.

## Parcours politique
Sa carrière politique commence en 1959, lorsqu'il accède au conseil municipal de la ville de Vernier. Il accède quatre ans plus tard à l'exécutif de la ville jusqu'en 1967.
Membre du PDC, il en est le président cantonal de 1971 à 1975. Il est aussi député au Grand conseil genevois de 1961 à 1981. Lors de son mandat de député cantonal, il est très actif sur les finances, les communes, le logement, l'aménagement ou encore l'économie. En 1977, il est d'ailleurs rapporteur sur une série de projets de lois importants relatifs à la justice (avec plus de 230 séances en commission). 
En 1975, il devient conseiller administratif (exécutif) de la ville de Genève. Il succède à Jean-Paul Buensod, aussi PDC, et reprend le département des affaires sociales, des écoles et des parcs. Après sa réélection en 1979, il quitte son département et prend la direction du département des Beaux-Arts et de la Culture,.  
Il est à nouveau réélu en 1983 puis en 1987. De plus, il est maire de Genève à quatre reprises; en 1976-1977, 1980-1981, 1985-1986 et 1989-1990. Il ne se représente pas lors des élections de 1991. 
Alain Vaissade lui succède à la tête du département de la Culture. Il faudra attendre plus de 20 ans et l'élection de Guillaume Barazzone pour qu'un magistrat PDC accède à nouveau à l'exécutif de la ville.
Décrit comme un homme politique brillant et grand orateur, préférant le dialogue à la confrontation selon Jacques-Simon Eggly, il est resté très actif dans plusieurs associations du canton de Genève, comme des associations musicales (l'Harmonie nautique ou la musique municipale de la ville de Genève).